# Phylohydrax carnosa
Phylohydrax carnosa är en måreväxtart som först beskrevs av Ferdinand von Hochstetter, och fick sitt nu gällande namn av Christian Puff. Phylohydrax carnosa ingår i släktet Phylohydrax och familjen måreväxter. Inga underarter finns listade i Catalogue of Life.